# Autoroute 73 (Québec)
Die Autoroute 73 ist eine Autobahn in der kanadischen Provinz Québec. Sie ist 109,7 km lang und ist eine bedeutende Nord-Süd-Verbindung in den Regionen Capitale-Nationale und Chaudière-Appalaches sowie in der Provinzhauptstadt Québec.

## Streckenbeschreibung
Der nördlichste Abschnitt der Autobahn trägt die Bezeichnung Autoroute Laurentienne. Sie beginnt inmitten der Laurentinischen Berge auf dem Gemeindegebiet von Stoneham-et-Tewkesbury, wo sie auf einer Länge von 30 km deckungsgleich mit der in Saguenay beginnenden autobahnähnlichen Route 175 ist. Im Norden der Stadt Québec trifft sie auf die Autoroute 40, wo auch die Autoroute 973 ins Stadtzentrum abzweigt. Auf den folgenden sechs Kilometern führt die Autobahn westwärts und ist deckungsgleich mit der Autoroute 40; dieser Abschnitt wird auch als Autoroute Félix-Leclerc bezeichnet.
Unter der Bezeichnung Autoroute Henri IV wendet sich die Autobahn bei der Abzweigung der Autoroute 573 erneut nach Süden. Dabei ist sie auf drei Kilometern Länge weiterhin deckungsgleich mit der Autoroute 40. Die Autoroute 73 ist die wichtigste und verkehrsreichste Nord-Süd-Verbindung im Stadtgebiet von Québec. Der Sankt-Lorenz-Strom wird mit der Pont Pierre-Laporte überquert, einer 1041 Meter langen Hängebrücke.
Der Abschnitt südlich des Sankt-Lorenz-Stroms, der auf dem Stadtgebiet von Lévis beginnt, heißt Autoroute Robert-Cliche. Kurz nach der Hängebrücke befindet sich das Autobahnkreuz mit der Autoroute 20. Die Autoroute 73 folgt dem Tal des Rivière Chaudière in Richtung Appalachen, wobei der Fluss dreimal überquert wird. Das Autobahnende befindet sich zurzeit nördlich des Ortes Beauceville. Östlich der Stadt Saint-Georges gibt es noch ein knapp fünf Kilometer langes Teilstück, dessen Verkehrswert aufgrund der noch fehlenden Verbindung zur restlichen Autobahn noch eher gering ist.

## Geschichte
Die Autobahn wurde in zahlreichen kurzen Teilstücken eröffnet:
- 1963: Autoroute Henri IV zwischen dem Boulevard Champlain und der Autoroute 440 (Stadt Québec)
- 1963: Autoroute Laurentienne zwischen der Autoroute 40 und der Ausfahrt 158 (Stadt Québec)
- 1968: Autoroute Henri IV zwischen der Autoroute 440 und der Route 138 (Stadt Québec)
- 1970: Pont Pierre-Laporte über den Sankt-Lorenz-Strom zwischen dem Boulevard Champlain und Lévis
- 1971: Autoroute Henri IV zwischen der Route 138 und der Autoroute 573 (Stadt Québec)
- 1977: Autoroute Robert-Cliche zwischen Lévis und Scott
- 1978: Autoroute Robert-Cliche zwischen Scott und Sainte-Marie (Route Cameron)
- 1983: Autoroute Robert-Cliche in Sainte-Marie (zwischen Route Cameron und Route Carter)
- 1989: Autoroute Robert-Cliche zwischen Sainte-Marie (Route Carter) und Vallée-Jonction
- 1992: Autoroute Robert-Cliche zwischen Vallée-Jonction und Saint-Joseph-de-Beauce
- 1994: Autoroute Laurentienne zwischen der Ausfahrt 158 (Stadt Québec) und Stoneham-et-Tewkesbury
- 2007: Autoroute Robert-Cliche zwischen Saint-Joseph-de-Beauce und Beauceville
- 2013: Autoroute Robert-Cliche in Saint-Georges (zwischen 74e rue und 127e rue)

Im Bau ist der Abschnitt zwischen Beauceville und Saint-Georges, der in zwei Etappen errichtet wird. In der Projektphase ist die Vervollständigung der Umfahrung von Saint-Georges zwischen 127e rue und 204e rue.